# Area Under the Curve

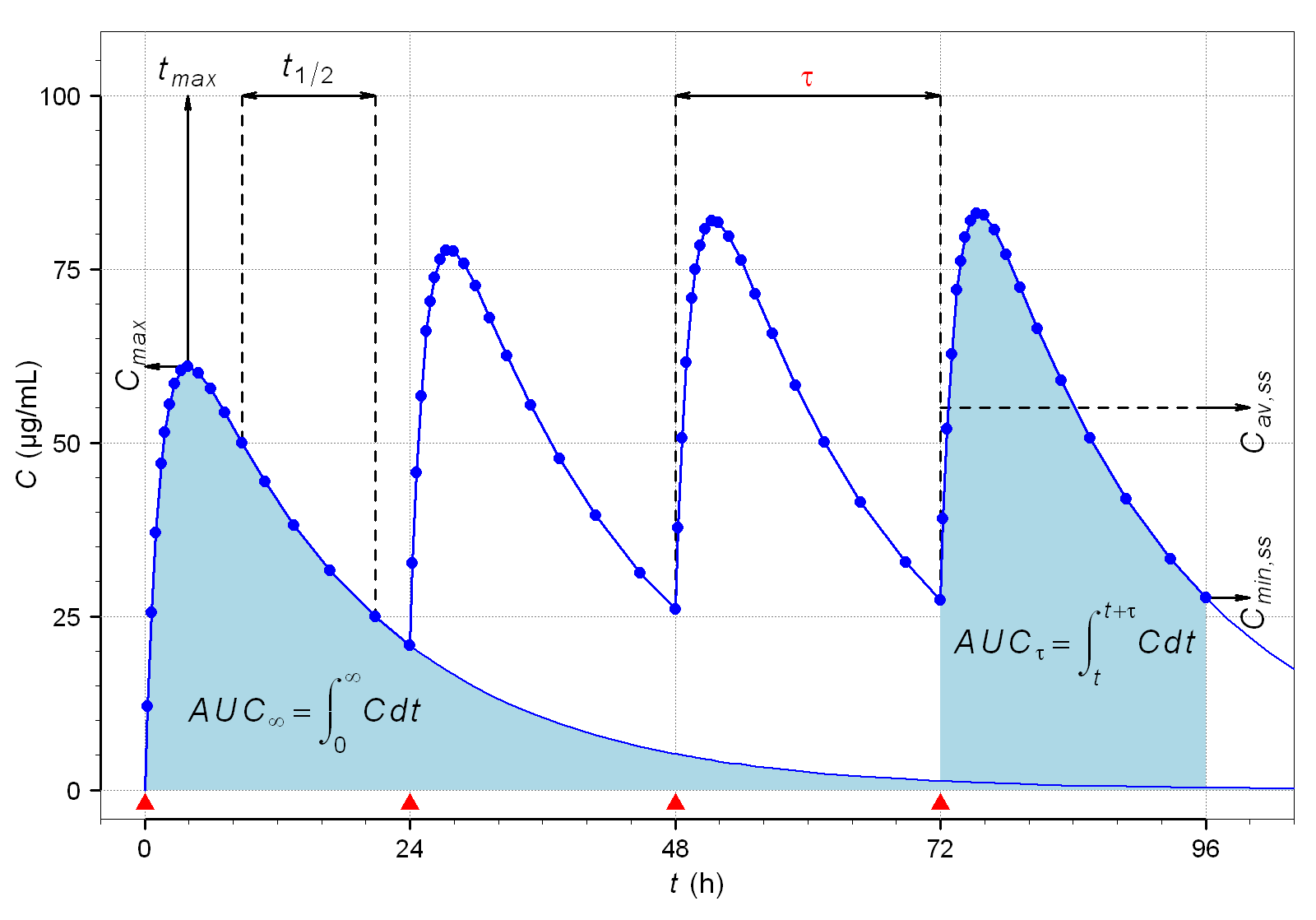
Grafico concentrazione/tempo con l'AUC evidenziata in azzurro.

L'area sotto la curva concentrazione/tempo o AUC (dalla dicitura inglese area under the time/concentration curve, ovvero area sottesa alla curva) è un parametro farmacocinetico dato dall'integrale della concentrazione di un principio attivo nel flusso sanguigno in funzione del tempo. Il grafico concentrazione/tempo può essere ricavato utilizzando la cromatografia liquida ad alta prestazione-spettrometria di massa. In alternativa il calcolo può essere effettuato in modo più semplice usando la regola del trapezio.
Tale parametro è fondamentale per poter descrivere l'effetto dei farmaci poiché riflette l'esposizione dei tessuti al farmaco nel tempo.

## Interpretazione e utilizzo
L'AUC (da zero a infinito) rappresenta l'esposizione totale al farmaco in funzione del tempo. Assumendo una farmacocinetica lineare con tasso di eliminazione K, si può dimostrare che l'AUC è proporzionale alla quantità totale del farmaco assorbito dall'organismo. La costante di proporzionalità è 1/K.
L'AUC, se l'eliminazione segue una cinetica del primo ordine, può essere utilizzata per calcolare la clearance secondo la formula:
{\displaystyle {\text{CL}}={\frac {\text{Dose}}{\text{AUC}}}}
Inoltre l'area sotto la curva può essere usata per misurare la biodisponibilità relativa.

Per indicare l'AUC riferita ad un particolare intervallo temporale si utilizzano i pedici; ad esempio AUC4-8h indica l'area sotto la curva nell'intervallo di tempo che va da 4 a 8 ore.
In termini pratici , un aumento della AUC testimonia un aumento dell'esposizione al farmaco .